# ペンシルベニア・ターンパイク

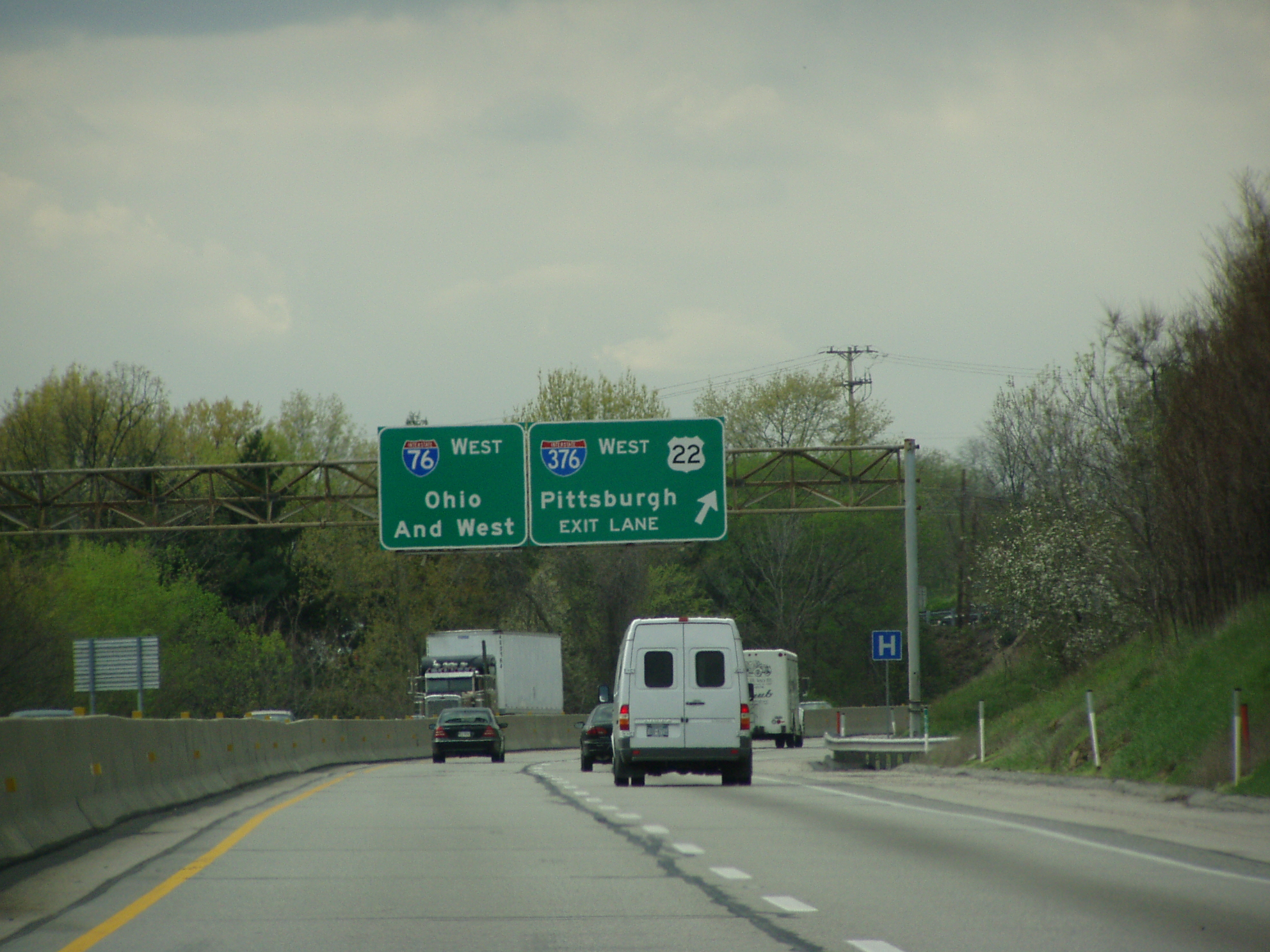
ピッツバーグのI-376/U.S. Route 22へのインターチェンジ付近で西へ進む

ペンシルベニア・ターンパイク（赤線）の地図

ペンシルベニア・ターンパイク（英語: Pennsylvania Turnpike、略称：PTP）は、ペン・ターンパイク（Penn Turnpike）ともいい、アメリカ合衆国ペンシルベニア州南部を東西に結ぶターンパイク（有料道路）として建設され、全長は579.51キロメートル（360.09マイル）である。その路線の大部分は現在州間高速道路にもなっている。1940年10月1日開通。

## 概要
ペンシルベニア・ターンパイク（PTP）の西端はオハイオ州境のローレンス郡で、そこでオハイオ・ターンパイク（Ohio Turnpike）に接続していて、東端はニュージャージー州境のバックス郡 (ペンシルベニア州)で、そこはデラウェア川に面していて、そこから短い延長線でニュージャージー・ターンパイクへ接続している。
この道路はピッツバーグ、州都のハリスバーグ、フィラデルフィアの三都市を結び、州の中央ではアパラチア山脈を四つのトンネルで通過する。現在は州間高速道路に指定されていて、オハイオ州境からバレーフォージ（Valley Forge）までは州間高速道路76号線（Interstate 76）になっていて、ニュースタントン（New Stanton）からブリーズウッド（Breezewoodまでは州間高速道路70号線、バレーフォージからブリストル・タウンシップまではI-276、ブリストル・タウンシップからニュージャージー州境までは州間高速道路95号線になっている。
PTPは自動車利用が盛んになった1930年代に、アパラチア山脈を越えるのに、1880年代にあったサウス・ペンシルベニア鉄道（South Pennsylvania Railroad）の7つのトンネルを使ってデザインされ、1940年にカーライル付近が一部開通して、これは初めての自動車道路のひとつで、後の州間高速道路への先鞭をつけた。
第二次世界大戦後、1950年代前半にバレーフォージからオハイオ州境まで、次に東へデラウェア川へまで延長されて、1956年にはデラウェア川橋の完成で全幹線が開通した。また1960年代にはトンネルの拡張、トンネルをバイパスするような工事が行われて、全線4車道の道路となった。この際に廃道となった20キロメートルほどの区間は、トンネルを使った武器の備蓄、軍の訓練、終末ものの映画『ザ・ロード』のロケーションなどに使われている。
ペンシルベニア・ターンパイクの管理はペンシルベニア・ターンパイク委員会が行なっている。

## その他
- ビリー・ジョエルの歌「You're My Home」では、

Home could be the Pennsylvania Turnpike
と歌われている。

## 参照項目
- ニュージャージー・ターンパイク
- オハイオ・ターンパイク（Ohio Turnpike）
- マサチューセッツ・ターンパイク（Massachusetts Turnpike）
- 州間高速道路80号線（I-80）- ペンシルベニア州北部を東西に結ぶ